# Bösjön, Dalarna
Bösjön är en sjö i Mora kommun i Dalarna och ingår i Dalälvens huvudavrinningsområde. Sjön är 17 meter djup, har en yta på 1,18 kvadratkilometer och är belägen 581 meter över havet. Sjön avvattnas av vattendraget Böån. Vid provfiske har elritsa, röding, stensimpa och öring fångats i sjön.

## Delavrinningsområde
Bösjön ingår i det delavrinningsområde (680281-141892) som SMHI kallar för Utloppet av Bösjön. Medelhöjden är 619 meter över havet och ytan är 9,39 kvadratkilometer. Det finns inga avrinningsområden uppströms utan avrinningsområdet är högsta punkten. Böån som avvattnar avrinningsområdet har biflödesordning 4, vilket innebär att vattnet flödar genom totalt 4 vattendrag innan det når havet efter 361 kilometer. Avrinningsområdet består mestadels av skog (74 procent) och sankmarker (12 procent). Avrinningsområdet har 1,17 kvadratkilometer vattenytor vilket ger det en sjöprocent på 12,5 procent.